# Amatersko prvenstvo Francije 1951
Amatersko prvenstvo Francije 1951 v tenisu.

## Moški posamično
Jaroslav Drobný :  Eric Sturgess 6-3, 6-3, 6-3

## Ženske posamično
Shirley Fry :  Doris Hart 6-3, 3-6, 6-3

## Moške dvojice
Ken McGregor /  Frank Sedgman  :  Gardnar Mulloy /  Dick Savitt  6–2, 2–6, 9–7, 7–5

## Ženske dvojice
Doris Hart /  Shirley Fry :  Beryl Barlett /  Barbara Scofield 10–8, 6–3

## Mešane dvojice
Doris Hart /  Frank Sedgman :  Thelma Coyne Long /  Mervyn Rose  7–5, 6–2